# Кавернаго
Кавернаго (итал. Cavernago) је насеље у Италији у округу Бергамо, региону Ломбардија.
Према процени из 2011. у насељу је живело 2335 становника. Насеље се налази на надморској висини од 193 м.

## Становништво
| 1936. | 1951. | 1961. | 1971. | 1981. | 1991. | 2001. | 2011. |
| ----- | ----- | ----- | ----- | ----- | ----- | ----- | ----- |
| 1.025 | 981   | 814   | 702   | 927   | 1.268 | 1.667 | 2.508 |